# باک‌هورن، شهرستان آمادور، کالیفرنیا
باک‌هورن، شهرستان آمادور (به انگلیسی: Buckhorn) یک منطقهٔ مسکونی در ایالات متحده آمریکا است که در شهرستان آمادور، کالیفرنیا واقع شده‌است. باک‌هورن، شهرستان آمادور ۱۵٫۲۰۷ کیلومتر مربع مساحت و ۲٬۴۲۹ نفر جمعیت دارد و ۹۸۶٫۹۵ متر بالاتر از سطح دریا واقع شده‌است.